# Демократическая сатира
Демократическая сатира, народная сатира — русские юмористически-смеховые, как правило, анонимные произведения XVII века. Существенная часть демократической литературы своего времени. Сатирическая литература XVII века разнообразна в жанровом отношении. Предметом сатиры были общественные отношения, социальные пороки и несправедливость, для чего сатирическая литература использовала как произведения народного устного творчества, так и литературные и документальные тексты, пародируя их. Это направление сформировалось под влиянием народной сатиры и оказало влияние на русскую сатирическую литературу последующих периодов.